# 赫西鎮區 (密歇根州)
赫西鎮區（英語：Hersey Township）是位於美國密歇根州奧西歐拉縣的一個行政鎮區。

## 地方資料
赫西鎮區的面積為92.90平方千米，當中陸地面積為91.40平方千米，而水域面積為1.50平方千米。根據2020年美國人口普查的數據，當地共有人口1941人，而人口密度為每平方千米20.89人。